# Anthophila (bướm đêm)
Anthophila là một chi bướm đêm thuộc họ Choreutidae.

## Các loài
- Anthophila abhasica Danilevsky, 1969
- Anthophila alpinella (Busck, 1904)
- Anthophila armata Danilevsky, 1969
- Anthophila bidzilyai Budashkin, 1997
- Anthophila brachymorpha (Meyrick, 1915)
- Anthophila colchica Danilevsky, 1969
- Anthophila decolorana Danilevsky, 1969
- Anthophila dischides Diakonoff, 1978
- Anthophila fabriciana (Linnaus, 1767)
- Anthophila filipjevi Danilevsky, 1969
- Anthophila massaicae Agassiz, 2008
- Anthophila oreina Diakonoff, 1979
- Anthophila threnodes (Walsingham, 1910)